# Alexander Rybak
Alexander Rybak va néixer a Minsk, a l'antiga Unió Soviètica (actual Belarús) el 13 de maig de 1986. Des dels quatre anys viu a Noruega on fa de violinista, cantant, compositor i actor. Rybak va representar Noruega al Festival d'Eurovisió 2009 a Moscou, Rússia, i va guanyar el concurs amb 387 punts, una puntuació mai aconseguida per cap país.

## Biografia

### Els inicis
Rybak va néixer a l'antiga República Socialista Soviètica de Belarús. Quan tenia quatre anys, ell i els seus pares es van traslladar cap a Noruega, on va créixer. Alexander Rybak ha tocat diversos instruments des dels cinc anys, i ara toca el violí i el piano. Els seus pares són Natallia Valiantsinauna Rybak, una famosa pianista, i Ihar Aliaxandravich Rybak, que és un conegut violinista de Noruega. Rybak diu "Sempre m'ha agradat entretenir i aquesta és, d'alguna manera, la meva vocació." Ara viu a Nesodden als afores d'Oslo la capital noruega.

### Carrera professional
Rybak va ser guardonat amb el premi prestigiós Anders Jahres Culture Prize el 2004. Va entrar a la versió noruega de Pop Idol i va arribar a la semifinal i el 2006 va guanyar la competició de talents Kjempesjansen de la ràdio i televisió pública de Noruega amb la cançó, que ell va compondre, 'Foolin'. També ha col·laborat amb artistes com el cantant principal d'A-HA, Morten Harket i Arve Tellefsen. Així mateix, el 2007 Rybak va tocar el violí a la producció Fiddler on the Roof de l'Oslo Nye Teater, paper pel qual va guanyar el premi Heddaprisen. També apareix a la pel·lícula Yohan, dirigida per Grete Salomonsen, fent de Levi, envoltat d'artistes com la coneguda model i cantant Aylar Lie.

### Eurovisió 2009
Alexander Rybak va guanyar la final noruega el Melodi Grand Prix del 2009 per la qual a ser escollit representant de Noruega a l'Eurovisió del 2009 amb la cançó Fairytale, una cançó inspirada per la música folk russa i noruega. El tema l'ha compost i escrit ell mateix. L'actuació la fa al costat d'un grup de ballarins de la companyia de folk modern Frikar. 'Fairytale ha rebut bones crítiques i fins i tot ha aconseguit un 6/6 al diari noruec Dagbladet. En una enquesta de l'ESCtoday, encapçalava la llista de la semifinal dins de la qual concursava amb un 71,3% dels vots.
Al Melodi Grand Prix, Rybak va aconseguir una victòria per golejada, ja que va guanyar la puntuació més alta possible a cadascun dels districtes noruecs que votaven, sumant finalment un total de 747.888 entre jurat i televot, seguit de Tone Damli Aaberge, que en va rebre només 121,856.
Rybak i la seva cançó van haver de passar primer el tall de la segona semifinal d'Eurovisió, on es va aconseguir classificar per a la gran final de dissabte 16 de maig.

### Eurovisió 2018
Va tornar a representar Noruega a Eurovisió 2018 amb la cançó That's how you write a song, quedant en 15a posició.